# Karena Lam
Karena Lam Gayan (caratteri cinesi: 林嘉欣; pinyin: Lín Jiāxīn; cantonese: Làm Gāyān; Vancouver, 17 agosto 1978) è una cantante e attrice cinese.

## Origini
Karena Lam è per tre quarti cinese ed un quarto giapponese. Suo padre viene da Hong Kong, mentre sua madre è mezza giapponese e mezza taiwanese.

## Carriera
L'attrice, cresciuta a Vancouver, Canada, fu scoperta da un talent scout taiwanese mentre lavorava nel ristorante dei suoi genitori, nel 1993. La ragazza aveva 15 anni. Lo scout la persuase a volare a Taiwan nel periodo natalizio, da sola, per un'audizione come cantante nella speranza di assicurarle un contratto professionale. L'audizione fu un successo, e Karena pubblicò due album. Il primo, di debutto, fu pubblicato nel 1995, mentre il secondo vide la luce nel 1999. Tuttavia, entrambi ebbero solo un modesto successo.
Il suo debutto cinematografico nel 2002 diede una svolta alla sua carriera, e la portò sotto le luci della ribalta. Karena recitò, quello stesso anno, in tre film di successo girati a Hong Kong, vincendo i premi come "Miglior Attrice di Supporto" e "Migliore Nuova Attrice" per i ruoli in July Rhapsody diretto da Ann Hui (agli Hong Kong Film Awards del 2002) ed in Inner Senses di Lo Chi Leung (ai taiwanesi Golden Horse Award), ottenendo così riconoscimento come giovane attrice di talento, e segnando l'inizio della sua carriera cinematografica.
In tempi recenti si è cimentata in ruoli più impegnativi, come testimoniato dal film horror del 2005 Home Sweet Home, dove interpreta un mostro "fantasma" pazzo e orribilmente deformato, che rapisce un bambino dalla sua madre genetica per reclamarlo come suo. Grazie a questo ruolo, è stata nominata per altri premi importanti.

## Filmografia
- Nam yan sei sap, regia di Ann Hui (2002)
- Yee dou hung gaan, regia di Chi-Leung Law (2002)
- Luen oi hang sing, regia di Dante Lam (2002)
- Luk lau hau joh, regia di Barbara Wong Chun-Chun (2003)
- Seung hung, regia di Benny Chan (2003)
- Luen ji fung ging, regia di Miu-Suet Lai (2003)
- Koma - Vittima di una preda (Gau min), regia di Chi-Leung Law (2004)
- Wo yao zuo model, regia di Vincent Kok (2004)
- Luk jong si, regia di Barbara Wong Chun-Chun (2004)
- Moon Wall, regia di Susie Au (2004)
- Hau bei tim sum, regia di Maurice Li e Andrew Loo (2005)
- Ah sou, regia di Ching-Po Wong (2005)
- Gwai muk, regia di Pou-Soi Cheang (2005)
- Silk - Si può catturare un fantasma? (Gui si), regia di Chao-Bin Su (2006)
- Bong ga, regia di Chi-Leung Law (2007)
- Anna & Anna, regia di Oi Wah Lam (2007)
- Hua chi le na nv hai, regia di Hung-i Chen (2008)
- Luk lau hau joh yee chi ga suk tse lai, regia di Barbara Wong Chun-Chun (2008)
- Chan mat, regia di Ivy Ho (2008)
- Ai qing hu jiao zhuan yi II: Ai qing zuo you, regia di Jianya Zhang (2008)
- Leun yan sui yu, regia di Derek Tsang e Chi-Man Wan (2010)
- Tang Ji Ke De, regia di Kiefer Liu (2010)
- Dragon Blade - La battaglia degli imperi (Tian jiang xiong shi), regia di Daniel Lee (2015)
- Bai ri gao bie, regia di Tom Lin (2015)
- Tor dei gui mou yan, regia di Nick Cheung (2015)
- Am sik tin tong, regia di Kim-Wai Yuen (2016)
- Xin li zui: Cheng shi zhi guang, regia di Xu Jizhou (2017)
- Lian zheng feng yun, regia di Alan Mak (2019)
- So duk 2: Tin dei duei kuet, regia di Herman Yau (2019)
- Sei yan mou ho yi, regia di Kim-Wai Yuen (2019)
- Mei guo nu hai, regia di Feng-I Fiona Roan (2021)

## Doppiatrici italiane
Nelle versioni in italiano dei suoi film, Karena Lam è stata doppiata da:
- Monica Ward in Koma - Vittima di una preda
- Perla Liberatori in Silk - Si può catturare un fantasma?